# Punta Alegre
Punta Alegre ist eine Landspitze am westlichen Ende der Neny-Insel in der Marguerite Bay vor der Fallières-Küste des Grahamlands auf der Antarktischen Halbinsel. 
Argentinische Wissenschaftler benannten sie nach dem Piloten Carlos Alegre, der 1935 an Versorgungseinsätzen für die Orcadas-Station auf Laurie Island beteiligt war.